# Clan Torii
Il clan Torii (鳥居氏?, Torii-shi) fu clan del Giappone medievale.
Taira no Yukinori, il fondatore del clan Watari e del clan Torii, proveniva da una famiglia di sacerdoti shintoisti nella provincia di Kii. A Yukinori fu dato il nome di famiglia Taira da Taira no Kiyomori, e fu chiamato Taira no Yukinori. Suo figlio Yukitada si trasferì a Yahagasho nella provincia di Mikawa dopo la guerra Jōkyū (1221) e cambiò il suo cognome in Watari. Durante i disordini delle corti settentrionale e meridionale, Tadakage combatté per Nitta Yoshisada della corte meridionale e cambiò il suo nome in Torii.
Fedeli servitori del clan Tokugawa dalla fine del XVI° secolo, i Torii divennero famosi per il coraggio e il valore di Torii Suneemon che fu crocifisso da Takeda Katsuyori durante l'assedio di Nagashino del 1575, e per Torii Mototada il cui seppuku durante l'assedio di Fushimi è uno dei più celebrati in tutti i mille anni della storia dei samurai.
La famiglia ottenne originariamente il feudo di Yahagi nella provincia di Shimōsa nel 1590, il quale valeva 40 000 koku. Dopo l'istituzione dello shogunato Tokugawa, nel 1606 ai Torii fu assegnato il dominio Iwakidaira nella provincia di Mutsu, del valore di 100 000 koku. Poi nel 1622 vennero nuovamente trasferiti a Yamagata nella provincia di Dewa, con un reddito annuo di 260 000 koku. Torii Tadatsune morì senza erede nel 1636 e il suo feudo tornò così allo shogunato; suo fratello Torii Tadaharu ricevette il feudo di Takatō nella provincia di Shinano (30 000 koku).

## Membri importanti del clan
- Torii Tadayoshi (鳥居 忠吉? morto 1571)
- Torii Suneemon (鳥居 強右衛門? morto 1575)
- Torii Mototada (鳥居 元忠? 1539–1600) figlio di Tadayoshi.
- Torii Tadamasa (鳥居 忠政? 1567–1628) figlio di Mototada.
- Torii Naritsugu (鳥居 成次? 1605–1633) terzo figlio di Mototada, nel 1601 ricevette il feudo di Yamura (Kai - 35 000 koku) ma fu espropriato nel 1632 per non aver controllato Suruga-Dainagon Tadanaga, di cui era consigliere. Allo stesso tempo fu bandito a Yamagata dove governava suo nipote Tadatsune.
- Torii Tadatsune (鳥居 忠恒? morto 1636) figlio di Tadamasa.
- Torii Tadaharu (鳥居 忠春? 1608–1651) secondo figlio di Tadamasa.
- Torii Yōzō (1804–1874)